# Ákos Moravánszky
Ákos Moravánszky (Székesfehérvár, 26 de noviembre de 1950) es un arquitecto, historiador del arte, profesor universitario, ensayista, editor y autor húngaro-suizo.

## Biografía
Formado en arquitectura en la Universidad de Tecnología y Economía de Budapest, después trabajó como diseñador arquitectónico entre 1969 y 1974, también en Budapest. Estudió Historia del Arte e Historia en la Universidad Técnica de Viena, donde obtuvo su doctorado en 1980. Su campo de interés se centra en la historia de la arquitectura de Europa Central y del Este de los siglos XIX y XX. Ha trabajado como investigador en el Instituto Central de Historia del Arte de Múnich y el Getty Center de Santa Mónica y ha sido miembro del grupo de expertos del Premio Europeo del Espacio Público Urbano. Como docente ha impartido clases en el Instituto Tecnológico de Massachusetts (MIT), en la Universidad Moholy-Nagy de Budapest, la Universidad de Navarra en Pamplona y, entre 1996 y 2016, en la Escuela Politécnica Federal de Zúrich.
Entre 1983 y 1986 fue editor jefe de la revista Magyar Épitömüvészet de la Asociación Húngara de Arquitectos. Ha organizado conferencias internacionales y seminarios para instituciones alemanas como la ETH de Zúrich o el 'Gut Siggen' de Heringsdorf. Presidente del comité editorial de la revista de arquitectura suiza Werk, Bauen+Wohnen y colaborador de las revistas tec21, Footprint, Prostor y la revista de la Delft School of Design, como autor destacan sus libros Adolf Loos. Die Kultivierung der Architektur (Verlag, 2008) y Precisions. Architektur zwischen Wissenschaft und Kunst. Architecture Between Sciences and the Arts (Jovis Verlag, 2008).